# BMW R 52

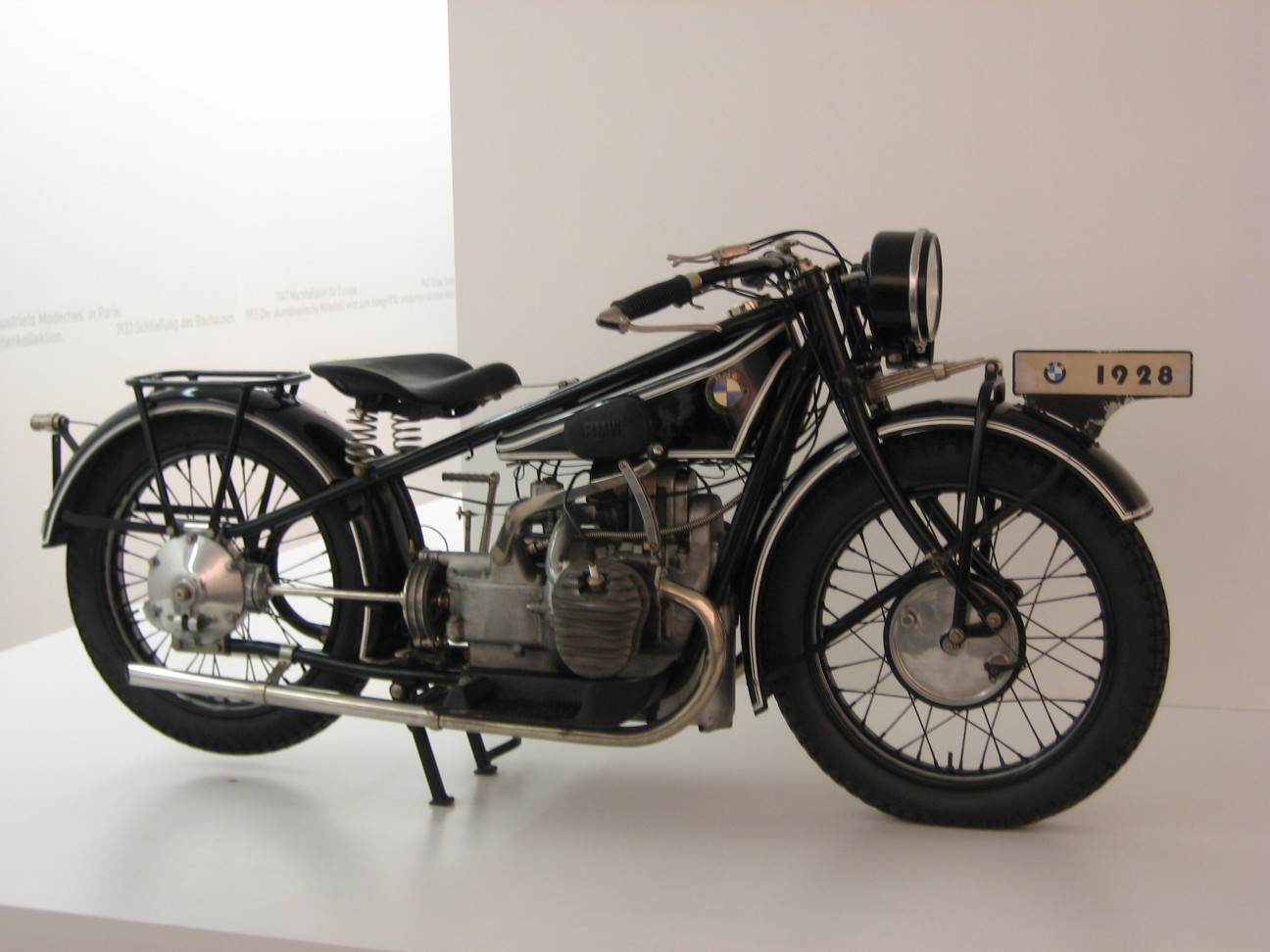
BMW R 52, Bj. 1928 in der Pinakothek der Moderne, München

Die BMW R 52 ist ein Tourenmotorrad in der 500-cm³-Klasse des deutschen Motorradherstellers BMW.
In der Bauzeit von 1928 bis 1929 wurden 4377 R 52 produziert.

## Geschichte

### Entwicklung
Ab Juli 1928 produzierte BMW die R 52 für die 500-cm³-Klasse; zusammen mit der ebenfalls neuen und weitgehend baugleichen R 62 für die 750-cm³-Klasse.
BMW führte mit diesem Motorrad das Baukastenprinzip weiter. Fahrwerk und Getriebe mit Grundmotor sind weitgehend baugleich; die Differenzierung für die Hubraumklassen mit 500 cm³ und 750 cm³ und nach Sport- und Tourenmodellen wird durch zwei Kurbelwellen mit um 10 mm unterschiedlichen Hüben, dafür passenden Zylindern mit gleicher Bohrung und kopf- oder seitengesteuerte Zylinderköpfen und Zylindern umgesetzt.
Die R 52 ist das letzte Motorrad von BMW in dieser Hubraumklasse mit SV-Ventilsteuerung.

### Vermarktung
Die Produkteinführung – zunächst die beiden Tourenmotorräder R 52 und R 62 und kurz darauf die beiden Sportmodelle R 57 und R 63 – erfolgte im bescheidenen Rahmen, denn auf der Deutschen Automobil-Ausstellung im November 1928 in Berlin wurden bereits die neuen Modelle mit Pressstahlrahmen vorgestellt.
Sie ist als Tourenmodell mit seitengesteuertem Motor das Schwestermodell der R 57, die als Sportmodell ausgelegt war.
Die R 52 ist zusammen mit den weiteren Rohrrahmentypen R 57, R 62 und R 63 noch im Jahr 1931 in den Verkaufsprospekten aufgeführt.

## Vorgängerversion
Der Vorgänger der R 52 ist das Modell BMW R 42 mit 9 kW/12 PS und dem im Wesentlichen gleichen Rohrrahmen mit Kardanwellenantrieb. Von dieser unterscheidet sich die R 52 durch die auf 200 mm vergrößerte Vorderradbremse und durch den neu konstruierten Motor, der mit einer Bohrung von 63 mm und einem Hub von 78 mm als Langhuber konzipiert ist.

## Technik
Der Rahmen ist aus Stahlrohr geschweißt und wegen seiner großen Stabilität für den Beiwagenbetrieb geeignet.

### Motor
Der Motor mit der Bezeichnung M 57 ist als längs eingebauter Zweizylinder-Boxer-Viertaktmotor mit SV-Ventilsteuerung ausgelegt. Ab der Motornummer 50761 wurde die Einscheibentrockenkupplung durch eine Zweischeibentrockenkupplung ersetzt.

### Antrieb
Die R 52 hat ein handgeschaltetes Getriebe mit Antriebswelle auf der rechten Seite des ungefederten Hinterrades.
BMW bezeichnete die Kraftübertragung vom Getriebe zum Hinterrad als „Kardanantrieb“, die Antriebswelle als „Kardanwelle“ und das Getriebegehäuse am Hinterrad als „Kardangehäuse“ – technisch richtig handelt es sich lediglich ein Wellenantrieb des Hinterrades, da es keine Kardangelenke gab.
Das horizontal teilbare Getriebegehäuse ist direkt an das Motorgehäuse angeflanscht. Die Eingangswelle mit 3 Gängen wird direkt von der Einscheiben-Trockenkupplung im Schwungrad der Kurbelwelle angetrieben. Die Ausgangswelle treibt über eine Hardyscheibe in direkter Verlängerung die Antriebswelle an.
Das Gehäuse des Kegelradantriebs an der Hinterachse hat eine Ölfüllung. Das Getriebe ist erstmals mit Öl gefüllt – bei der R 42 wurde dort noch mit Fett geschmiert.
Der Kickstarter wird rechtwinklig zur Fahrzeuglängsachse betätigt; die aufwändige Kegelradumlenkung im Getriebegehäuse entfällt nun.

## Technische Daten
| Kenngröße             | Daten der R 52               |
| --------------------- | ---------------------------- |
| Bohrung               | 63 mm                        |
| Hub                   | 78 mm                        |
| Hubraum               | 482 cm³                      |
| Leistung              | 12 PS (9 kW) bei 3400 min−1  |
| Höchstgeschwindigkeit | 95 km/h                      |
| Leergewicht           | 152 kg (mit Beiwagen 230 kg) |
| Zuladung              | 210 kg                       |
| Tankinhalt            | 12,5 Liter                   |